# Isla Montuosa
Isla Montuosa es una isla panameña ubicada en el océano Pacífico, específicamente en el golfo de Chiriquí. Es administrada como parte del corregimiento de Boca Chica, en el distrito de San Lorenzo de la provincia de Chiriquí. Se encuentra a unos 44 kilómetros de la isla Coiba y a unos 77 kilómetros de tierra firme, lo que la convierte en la isla más alejada de la costa panameña.
En el año 2008 la isla fue declarada por el Concejo Municipal del Distrito de San Lorenzo como refugio de vida silvestre debido a sus particulares características faunísticas y florísticas, de tal modo que forme un conjunto con el parque nacional Coiba.